# 日下石川
日下石川（にっけしがわ）は、福島県相馬市を流れる河川であり、二級水系日下石川水系の本流である。

## 地理
相馬市南部、南相馬市境に近い富沢地区を水源地とし、市内南部を横断し支流を集め松川浦漁港の西側にて松川浦に至る。赤木、立谷両地区、磯部、柏崎両地区の境界をなす。流域には農地が広がる。

### 流域の自治体
福島県
- 相馬市

## 主な支流
下流より記載
- 立谷川
  - 町場川

## 災害
- 2011年3月11日 - 東北地方太平洋沖地震に伴う津波により河口部周辺に壊滅的な被害をもたらした。

## 主な橋梁
下流より記載
- 新舘野橋（福島県道74号原町海老相馬線）
- 大迎橋（福島県道271号磯部日下石線）
- 鬼越橋（国道6号）
- 沢田橋（福島県道164号鹿島日下石線）
- 日下石川橋梁（JR常磐線）
- 長老橋（福島県道34号相馬浪江線）
- 南相馬37ボックスカルバート（常磐自動車道）